# Syllepis aurora
Syllepis aurora är en fjärilsart som beskrevs av Munroe 1959. Syllepis aurora ingår i släktet Syllepis och familjen Crambidae. Inga underarter finns listade i Catalogue of Life.